# Chaetocnephalia americana
Chaetocnephalia americana là một loài ruồi trong họ Tachinidae.